# Pierre-Éloi Fouquier d'Hérouël
Pierre-Éloi Fouquier, seigneur d'Hérouël et de Tinville (10 mars 1745, Hérouël - 13 avril 1810, Saint-Quentin), est un homme politique français.

## Biographie
Frère d'Antoine Fouquier-Tinville, il est fourrier des logis du roi.
Le 13 mars 1789, il est élu député du tiers aux États généraux par le bailliage de Saint-Quentin. Il ne se fit pas remarquer dans l'Assemblée.
Il est le père d'Antoine-Éloi-Jean-Baptiste Fouquier d'Hérouël.

## Sources
- « Pierre-Éloi Fouquier d'Hérouël », dans Adolphe Robert et Gaston Cougny, Dictionnaire des parlementaires français, Edgar Bourloton, 1889-1891 [détail de l’édition]